# Idaea vicinata
Idaea vicinata är en fjärilsart som beskrevs av Werneburg 1864. Idaea vicinata ingår i släktet Idaea och familjen mätare. Inga underarter finns listade i Catalogue of Life.